# Гордон/Бари Ајланд (Онтарио)
Гордон/Бари Ајланд (енгл. Gordon/Barrie Island) је општина у Канади у покрајини Онтарио. Према резултатима пописа 2011. у општини је живело 526 становника.

## Становништво
Према резултатима пописа становништва из 2011. у граду је живело 526 становника, што је за 14,6% више у односу на попис из 2006. када је регистровано 459 житеља.
| 2006. | 2011. |
| ----- | ----- |
| 459   | 526   |